# Irving Howe
Irving Howe (11 juin 1920 - 5 mai 1993), critique littéraire et politique américain, fut un membre éminent des Socialistes démocrates d'Amérique.
Spécialiste de littérature yiddish, Il fut notamment à l'origine de la première traduction en anglais de Isaac Bashevis Singer dans Partisan Review au début des années 1950.
Son essai historique World of Our Fathers: The Journey of the East European Jews to America and the Life They Found and Made obtint le National Book Award en 1977.